# Filomena Valenzuela Goyenechea

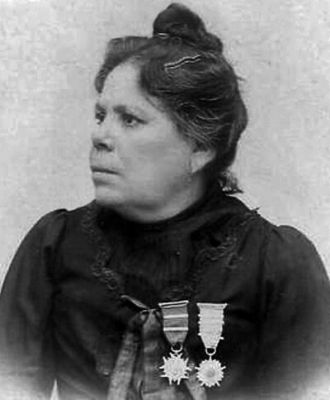
Filomena Valenzuela Goyenechea

Filomena Valenzuela Goyenechea, född 1848, död 1924, var en chilensk marketenterska. Hon blev berömd för sin bedrift då hon deltog aktivt i strid i Slaget vid Pisagua under Stillahavskrigen 1879.